# Puigverd de Lleida
Puigverd de Lleida är en kommun i Spanien.   Den ligger i provinsen Província de Lleida och regionen Katalonien, i den östra delen av landet, 400 km öster om huvudstaden Madrid. Antalet invånare är 1 442. Arean är 12,5 kvadratkilometer. Puigverd de Lleida gränsar till Torregrossa, Juneda, Castelldans och Artesa de Lleida. 
Terrängen i Puigverd de Lleida är platt.